# Museo ebraico di Rodi
Il Museo ebraico di Rodi (in greco: Εβραϊκό Μουσείο της Ρόδου) è un museo che si trova nel quartiere de La Djuderia di Rodi
È stato fondato da Aaron Hasson nel 1997 per preservare la storia e la cultura ebraica di Rodi. È adiacente alla sinagoga Kahal Shalom, che è la più antica sinagoga in Grecia e si trova in sei stanze un tempo utilizzate dalle donne come sale di preghiera.